# Berliner Wissenschaftsnetz BRAIN
Das Berliner Wissenschaftsnetz BRAIN (Berlin Research Area Information Network) vernetzt Wissenschafts-, Kultur- und Bildungseinrichtungen mit Sitz im Land Berlin über das landeseigene Lichtwellenleiter-Netz. Das Konrad-Zuse-Zentrum für Informationstechnik Berlin vertritt BRAIN nach außen und ist Sitz der Geschäftsstelle. Die Geschäftsstelle Berlin des Verein zur Förderung eines Deutschen Forschungsnetzes e. V. ist ebenso an das BRAIN angeschlossen wie die folgenden Einrichtungen in Berlin und Potsdam:
- Alice-Salomon Hochschule Berlin
- Akademie der Künste
- Bundesamt für Verbraucherschutz und Lebensmittelsicherheit
- Bundesanstalt für Materialforschung und -prüfung
- Berlin-Brandenburgische Akademie der Wissenschaften
- BBB Management GmbH Campus Berlin-Buch
- Berliner Elektronenspeicherring-Gesellschaft für Synchrotronstrahlung m.b.H.
- Beuth-Hochschule für Technik Berlin
- Universitätsklinikum Charité
- Deutsches Historisches Museum
- Deutsches Herzzentrum Berlin
- Leibniz-Institut für Bildungsforschung und Bildungsinformation
- Deutsches Institut für Wirtschaftsforschung
- Deutsches Zentrum für Luft- und Raumfahrt
- Deutsches Rheuma-Forschungszentrum
- Fritz-Haber-Institut der Max-Planck-Gesellschaft
- Fachhochschule für Wirtschaft Berlin
- Fraunhofer-Institut für Rechnerarchitektur und  Softwaretechnik
- Fachinformationszentrum Chemie GmbH
- Fraunhofer-Institut für Offene Kommunikationssysteme
- Freie Universität Berlin
- Forschungsinstitut für Molekulare Pharmakologie
- Helmholtz-Zentrum Berlin für Materialien und Energie
- Universität der Künste Berlin
- Hochschule für Technik und Wirtschaft Berlin
- Humboldt-Universität zu Berlin
- Fraunhofer-Institut für Software- und  Systemtechnik
- Max-Born-Institut für Nichtlineare Optik und Kurzzeitspektroskopie
- Max-Planck-Gesellschaft
- Physikalisch-Technische Bundesanstalt
- Stiftung Deutsche Kinemathek
- Stiftung Preußischer Kulturbesitz
- T-Systems Nova GmbH
- Technische Universität Berlin
- Wissenschaftskolleg zu Berlin
- Zuse-Institut Berlin
- Zentral- und Landesbibliothek Berlin
- Stiftung Preußische Schlösser und Gärten
- Universität Potsdam